# 瀘州駅
瀘州駅（ろしゅうえき､中文表記: 泸州站､英文表記: Luzhou Railway Station）は中華人民共和国四川省瀘州市竜馬潭区に位置する中国鉄路総公司成都鉄路局が管理する高速鉄道の駅である。

## 所属路線
- 中国国鉄
  - 川南都市間鉄道：内江北駅より129km
  - 渝昆高速鉄道：重慶西駅より97.7km

## 駅構造
島式ホーム5面の地上駅である。

## 利用状況
本駅は川南都市間鉄道、渝昆高速鉄道の旅客を扱う一等駅である。貨物は瀘州港駅（貨物駅）で扱う。2021年6月現在、川南都市間鉄道の開業に伴い、計18本の高速動車組列車が運行されている。

## 駅周辺
- 瀘州バスターミナル
- 西南商貿城

## 歴史
- 2021年6月28日 - 川南都市間鉄道 内江〜瀘州間が開業した。

## 隣の駅
中国国鉄
川南都市間鉄道
瀘県 - 瀘州駅
渝昆高速鉄道
南渓駅 - 瀘州駅 - 瀘州東駅

## 利用可能な路線
- 中国鉄路総公司
  - 川南都市間鉄道
  - 渝昆高速鉄道(建設中)